# Paul Reubens
Paul Reubens, született: Paul Rubenfeld (Peekskill, New York, 1952. augusztus 27. – Los Angeles, 2023. július 30.) kétszeres Daytime Emmy-díjas amerikai komikus, színész, rendező, producer.

## Filmjei
- Véletlenből szerelem (2015)
- A Szörny mentőakció (2013)
- Tom és Jerry: Az óriás kaland (2013)
- Hupikék törpikék (2011)
- Pee-Wee Herman-show a Broadwayn (tévéfilm, 2011)
- Betépve (2001)
- Kelet vadnyugat (tévéfilm, 2000)
- Mystery Men - Különleges hősök (1999)
- Majomszeretet (1997)
- Majomparádé (1996)
- Matilda, a kiskorú boszorkány (1996)
- Buffy, a vámpírok réme (1992)[2]
- Pee Wee nagy kalandja (1988)
- Gyermek az időben (1986)
- Pee Wee nagy kalandja (1985)
- The Flintstone Comedy Show (tévéfilm)

## Fordítás
- Ez a szócikk részben vagy egészben  a   Paul Reubens című angol Wikipédia-szócikk ezen változatának fordításán alapul.  Az eredeti cikk szerkesztőit annak laptörténete sorolja fel. Ez a jelzés csupán a megfogalmazás eredetét és a szerzői jogokat jelzi, nem szolgál a cikkben szereplő információk forrásmegjelöléseként.